# Bertil, Duque da Halândia
Bertil, Duque da Halândia GCC (em sueco: Bertil Gustaf Oskar Carl Eugen; Estocolmo, 28 de fevereiro de 1912 – Estocolmo, 5 de janeiro de 1997), foi um príncipe sueco, terceiro filho do rei Gustavo VI Adolfo e da princesa Margarida de Connaught. Era tio do rei Carlos XVI Gustavo da Suécia, da rainha Margarida II da Dinamarca e da rainha Ana Maria da Grécia. De 1973 a 1979 foi herdeiro presuntivo de seu sobrinho, o rei Carlos XVI Gustavo.
Foi casado, de 1976 até sua morte, com a ex-modelo e ex-atriz divorciada Lilian Davies, depois renomeada Princesa Liliana da Suécia, Duquesa de Halândia, tendo o casal residido na propriedade conhecida como Villa Solbacken, em Estocolmo.

## Nascimento
Bertil nasceu em fevereiro de 1912 no Castelo de Estocolmo.
Ao príncipe foi concedido um antigo ducado, que foi detido já na Idade Média por vários nobres dinamarqueses e suecos, como Bento, Duque da Halândia.

## Funções oficiais

### A quase regência
Depois que o seu irmão mais velho, o príncipe Gustavo Adolfo, Duque da Bótnia Ocidental, morreu num acidente em 1947, deixando como herdeiro um filho pequeno, Carlos Gustavo, e porque o herdeiro seguinte, seu outro irmão mais velho, Sigvard, já tinha perdido o seu lugar na linha de sucessão devido a um casamentos morganático, acreditava-se que Bertil poderia se tornar regente. No entanto, seu pai viveu tempo suficiente para que Carlos Gustavo chegasse à maioridade e ascendesse ao trono em 1973.
Enquanto aguardava uma possível atuação como regente, Bertil resolveu não se casar com a que então já era sua namorada de longa data: Lilian, que era plebeia e divorciada, casamento que não teria sido aceito seguindo as regras de então.

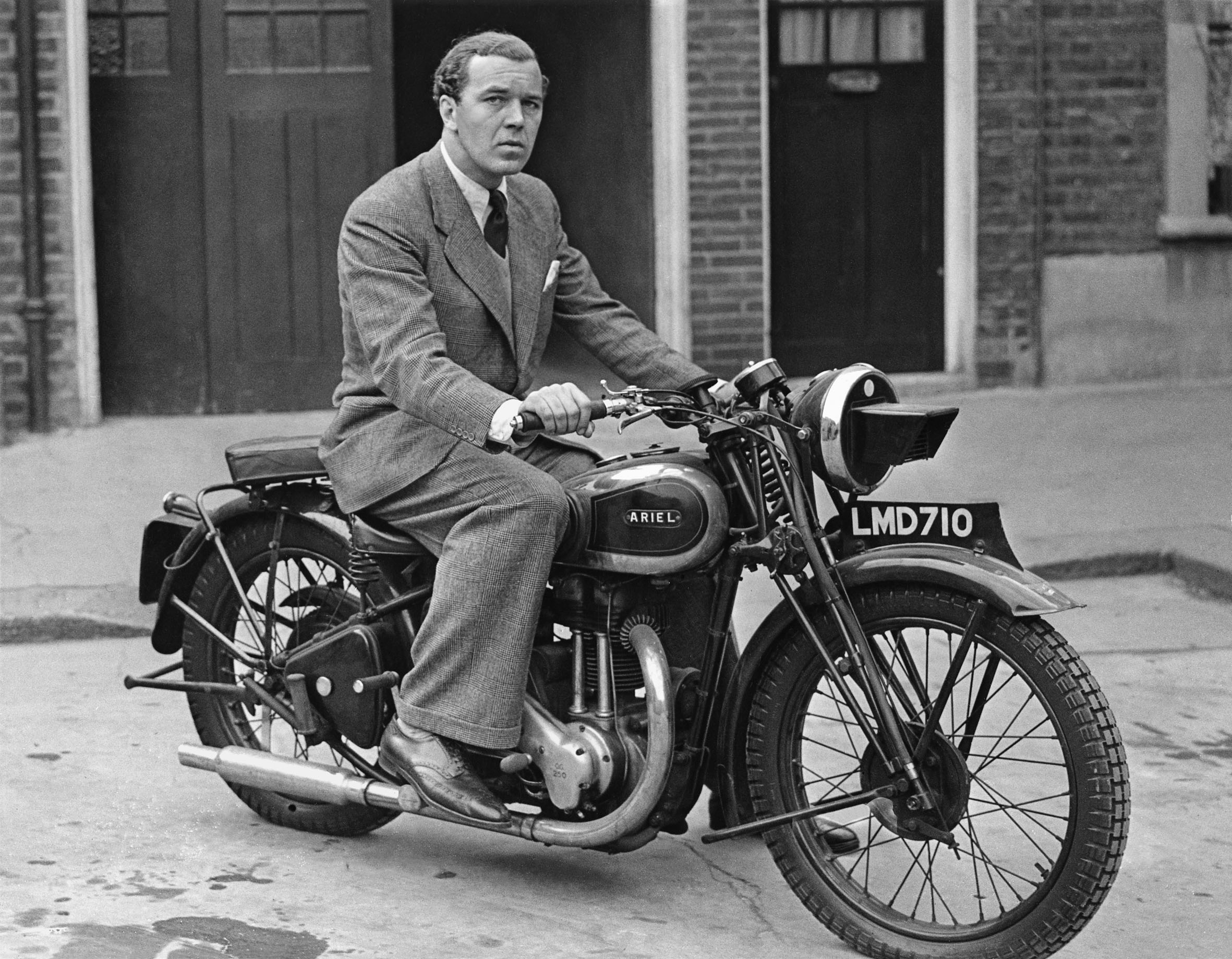
Bertil em Londres em 1943

### Príncipe do esporte
Segundo seu perfil oficial, Bertil foi um bom atleta quando jovem, e manteve um compromisso vitalício com os esportes suecos, tornando-se o "príncipe do esporte". Em 1947 foi eleito presidente da Confederação Sueca de Esportes e do Comitê Olímpico Sueco.

### Adido militar
Bertil chegou a trabalhar como adido da Marinha sueca em Londres. Foi neste tempo, em 1943, que conheceu Lilian.

## Casamento

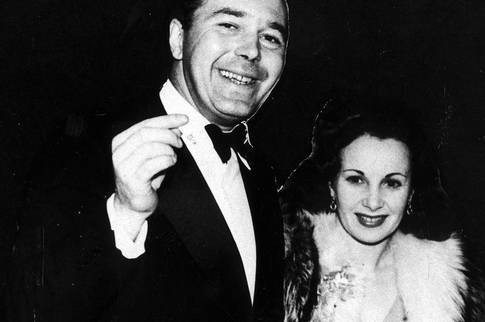
Bertil e Liliana nos anos 1940

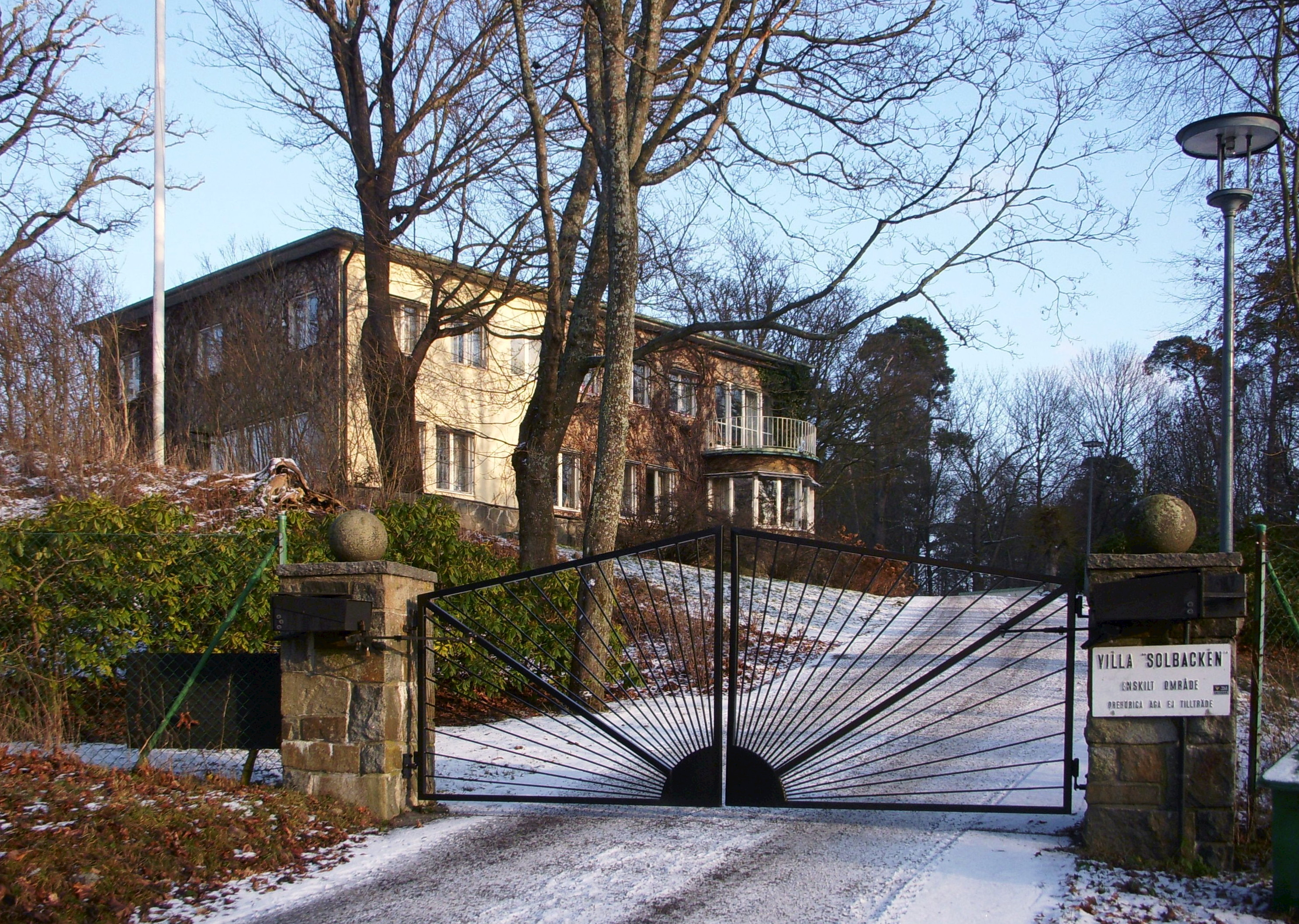
Villa Solbacken, a residência oficial do casal na Suécia

Segundo seu perfil oficial, Bertil e Liliana viveram juntos por 33 anos antes de poderem se casar, entre suas residências em Sainte-Maxime, na França, e em Villa Solbacken.
Após seu sobrinho Carlos Gustavo se casar com a plebeia Silvia Sommerlath, Bertil pediu permissão a ele, então já rei da Suécia, para se casar, tendo a boda acontecido na igreja do Palácio de Drottningholm em dezembro de 1976.
Eles "formaram um dos casais mais sólidos, coerentes, românticos, belos e elegantes da realeza europeia", escreveu a Vanity Fair em 2016. 

## Morte
Morreu em 05 de janeiro de 1997, aos 84 anos, na sua residência em Villa Solbacken, em Estocolmo. 

## Título
- 28 de fevereiro de 1912 - 5 de janeiro de 1997: Sua Alteza Real o Príncipe Bertil da Suécia, Duque de Halândia.